# Velký ruský ústup
Velký ruský ústup (německy Großer Rückzug, rusky Великое отступление) byl strategický ústup ruské carské armády během bojů s Ústředními mocnostmi na východní frontě první světové války, ke kterému došlo od června do září roku 1915. Stavka obávající se po porážce v bitvě u Gorlice obklíčení ruských vojsk v Haliči a Polsku nařídila kvůli ofenzívě německých a rakousko-uherských vojsk všeobecný ústup. Rusové během ústupu vyklidili Kongresové Polsko, pozice v Karpatech i Haliči a ustoupili téměř o 500 km na východ. Vojska Ústředních mocností zatlačila Rusy až do Běloruska a Pobaltí a obsadila Lvov, Varšavu či Vilnius. Frontová linie se na podzim stabilizovala na linii Daugava – jezero Narač – Strypa.

## Fronta na počátku roku 1915 a průlom u Gorlice
Po jarních bojích v Karpatech si německé velení uvědomilo, že pro záchranu rakousko-uherských spojenců je třeba provést v roce 1915 úder na východní frontě. Kromě oslabení ruské hrozby měl útok navíc pomoct odradit zatím neutrální Itálii a Rumunsko od vstupu do války na straně Dohody. Ofenzíva Ústředních mocností naplánovaná Erichem Falkenhaynem začala útokem německých a rakousko-uherských jednotek mezi městy Gorlice a Tarnów. Drtivému bombardování a následnému útoku Ústředních mocností nedokázala ruská 3. armáda účinně vzdorovat, načež byla dobyta Gorlice a 6. května vstoupila rakousko-uherská vojska do Tarnówa, kde padlo do zajetí 30 000 Rusů. Ruská 8. armáda operující v Karpatech se začala stahovat, protože jí hrozilo obklíčení a do 11. května začala na východ ustupovat všechna ruská vojska jižně od řeky Visly. Vyklizený Lvov obsadila rakousko-uherská armáda 22. června a o dva dny později rozhodl car Mikuláš na jednání s veliteli ve městě Baranavičy o vyklizení polského výběžku a stažení vojsk za řeky Bug a Dněstr.

## Ofenzíva Ústředních mocností a ruský ústup
Po přeskupení svých sil obnovily Ústřední mocnosti 13. července útok na východní frontě. Již 5. srpna vstoupila německá armáda do Varšavy. Němci navíc oblehli a v srpnu dobyli pevnosti Nowogeorgiewsk, Iwanogród, Grodno, Kaunas i Brest Litevský. Vilnius, o který se rozhořely tvrdé boje, obsadili Němci poté, co z města 18. září ustoupila ruská armáda. Při ústupu své armády nařídila ruská vláda rovněž úplnou evakuaci obyvatelstva. V rámci taktiky spálené země byly pak z domovů vyháněny celé obce. Rusové navíc přikročili k preventivnímu zásahu proti nespolehlivému obyvatelstvu, přičemž bylo z příhraničí do ruského vnitrozemí násilně deportováno množství zde žijících Židů a Němců. Docházelo též k pogromům a násilí vůči Polákům.
Po protažení komunikačních linií a vyčerpání ofenzívy nařídil Falkenhayn 25. září další útoky na východě zastavit. Jen během ústupu z Polska padlo do zajetí na 750 000 ruských vojáků. Navzdory těmto ohromným ztrátám si však ruská armáda i po ústupu zachovala bojeschopnost. Východní fronta se po velkém ruském ústupu zkrátila z 1 600 na 960 kilometrů. Rusko tím ušetřilo množství sil a získané zálohy využilo k následným účinným protiútokům a stabilizaci frontové linie.

## Galerie

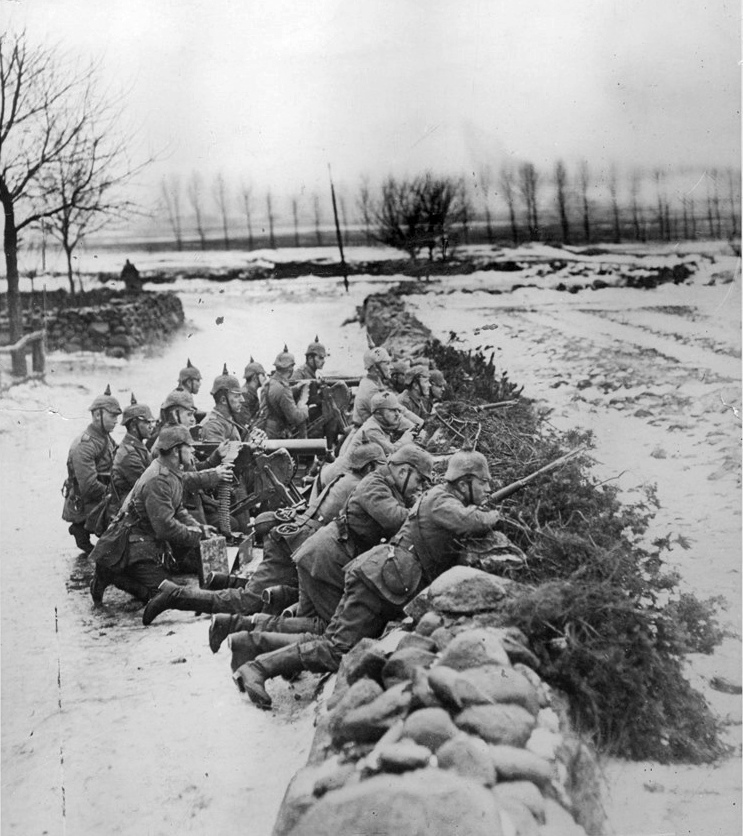
Němečtí vojáci v Polsku, březen 1915
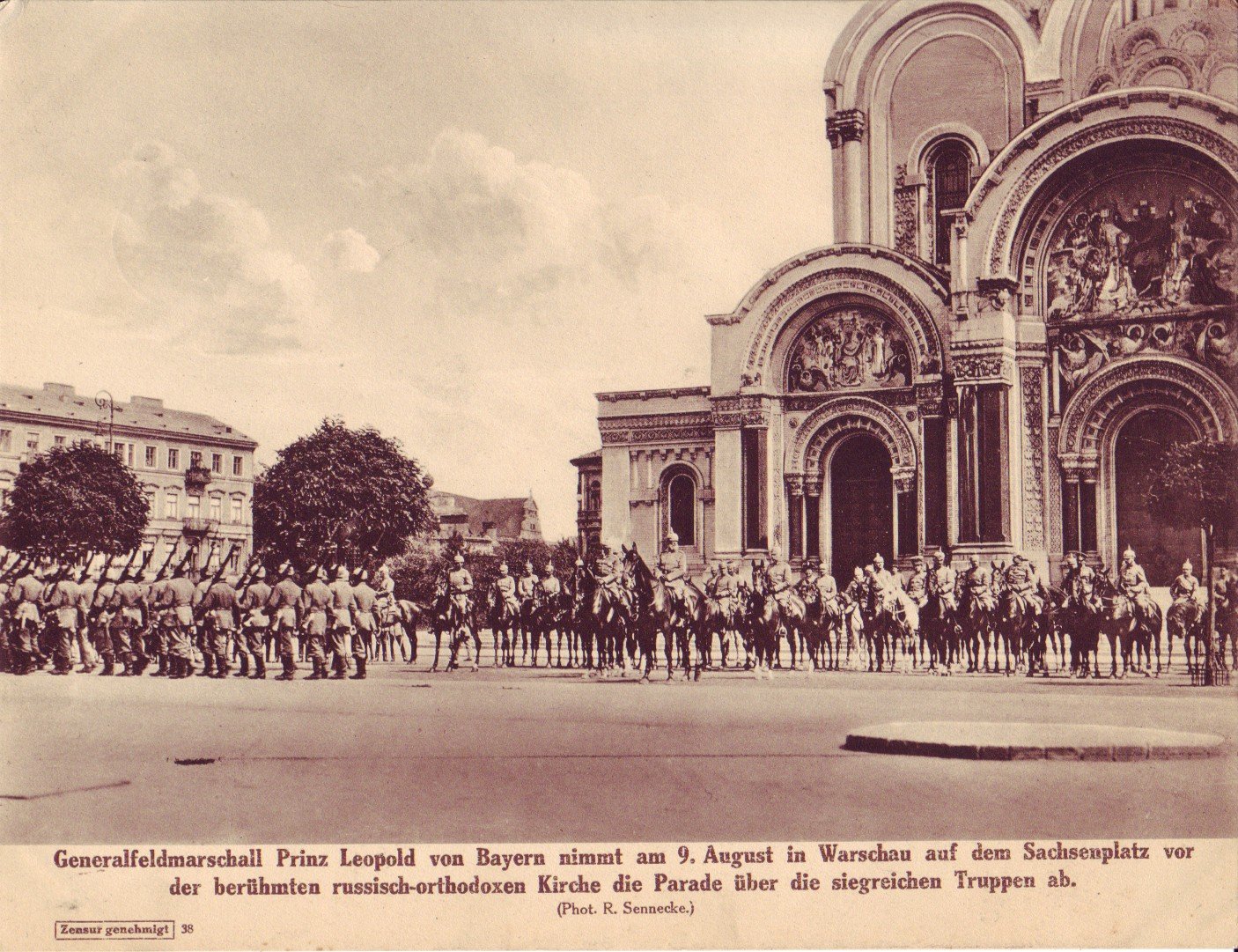
Německé jednotky na přehlídce ve Varšavě, 9. srpna 1915
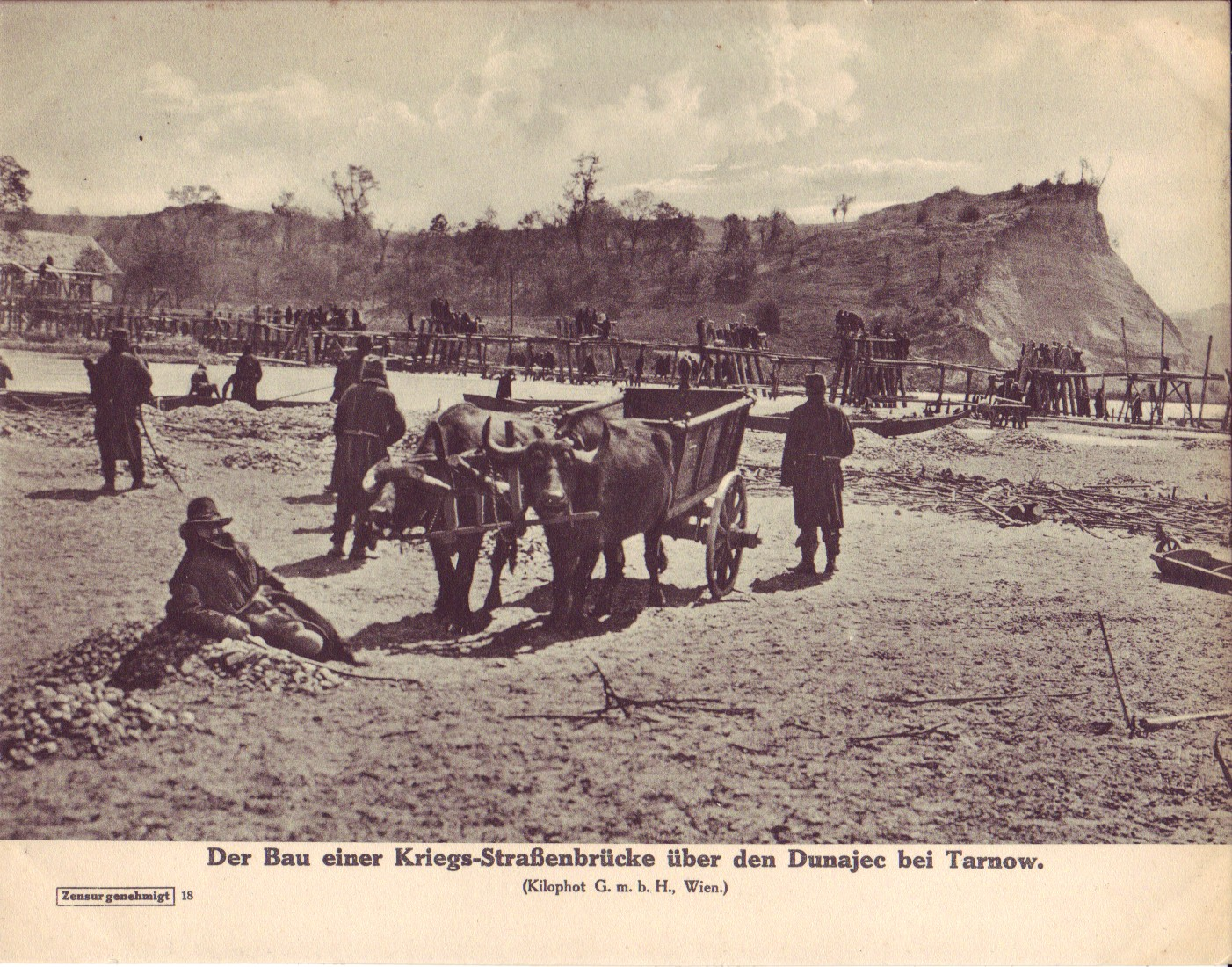
Stavba mostu přes Dunajec nedaleko Tarnówa
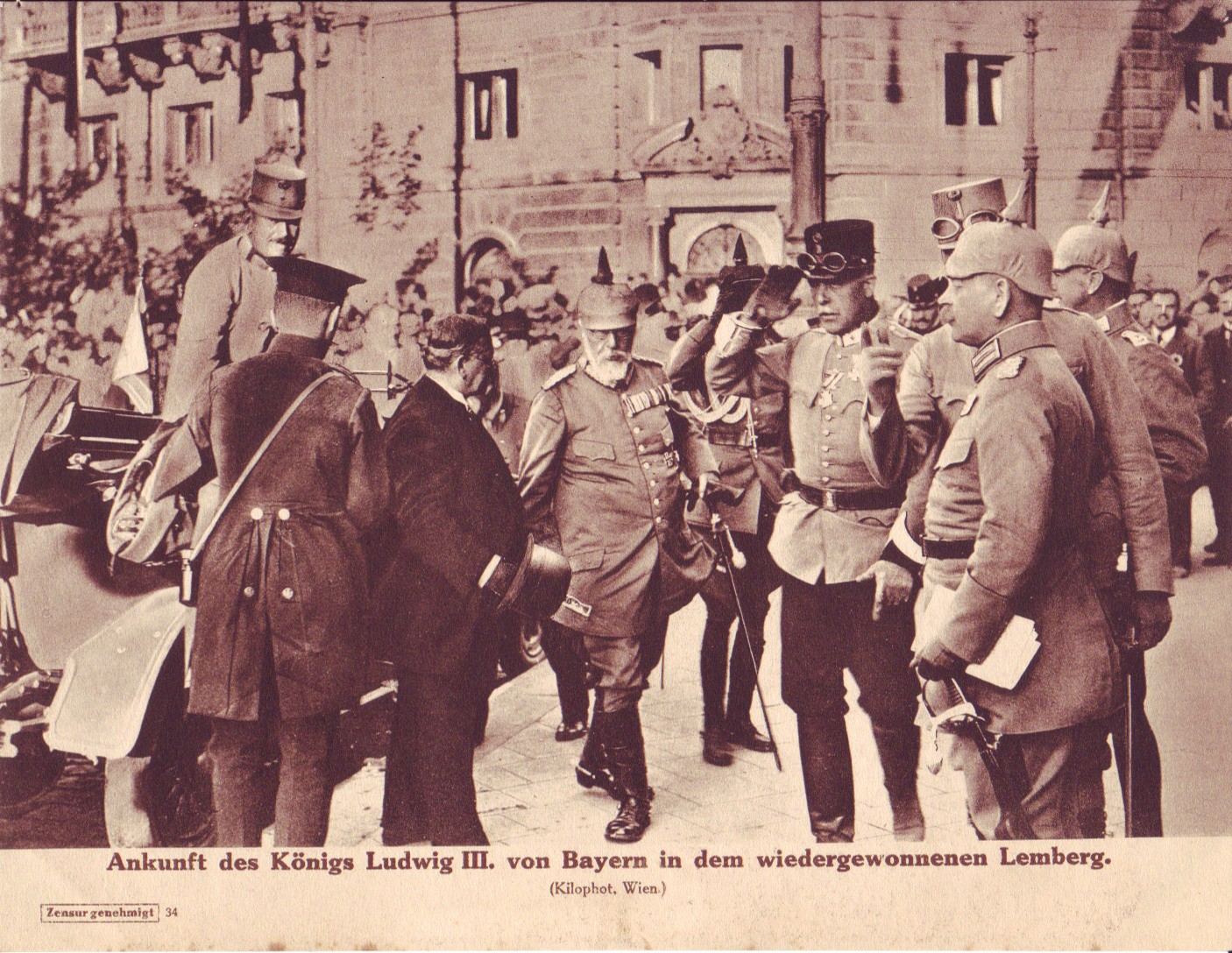
Bavorský král Ludvík III. během návštěvy Lvova
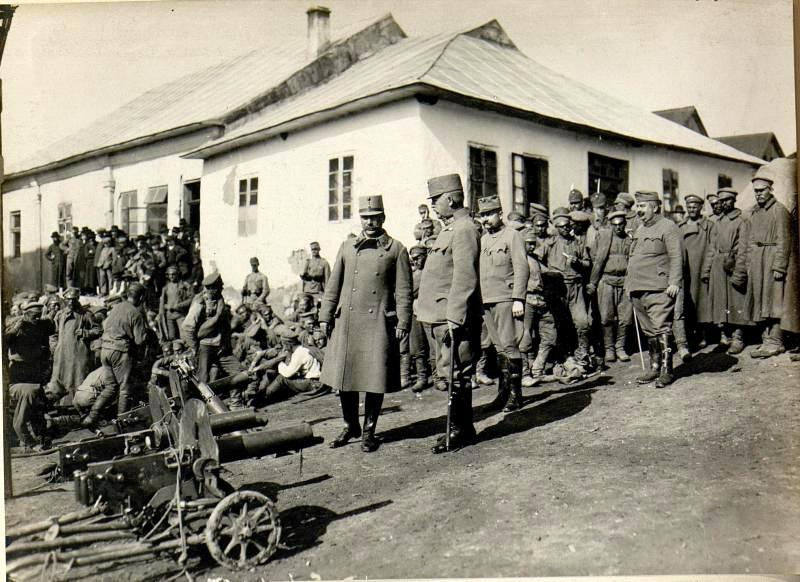
Ruští zajatci v městě Pidhajci
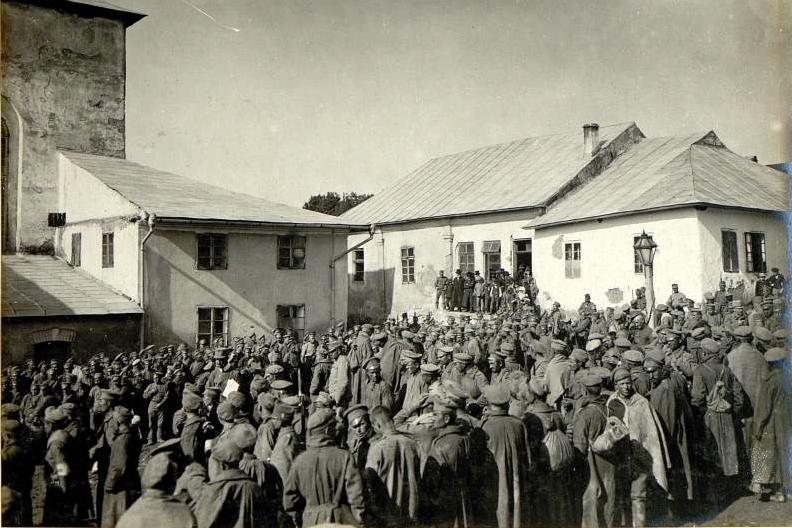
Zajatí ruští vojáci
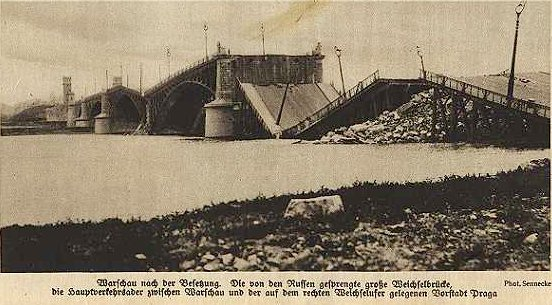
Most Poniatowskiego ve Varšavě zničený při ústupu ruskou armádou
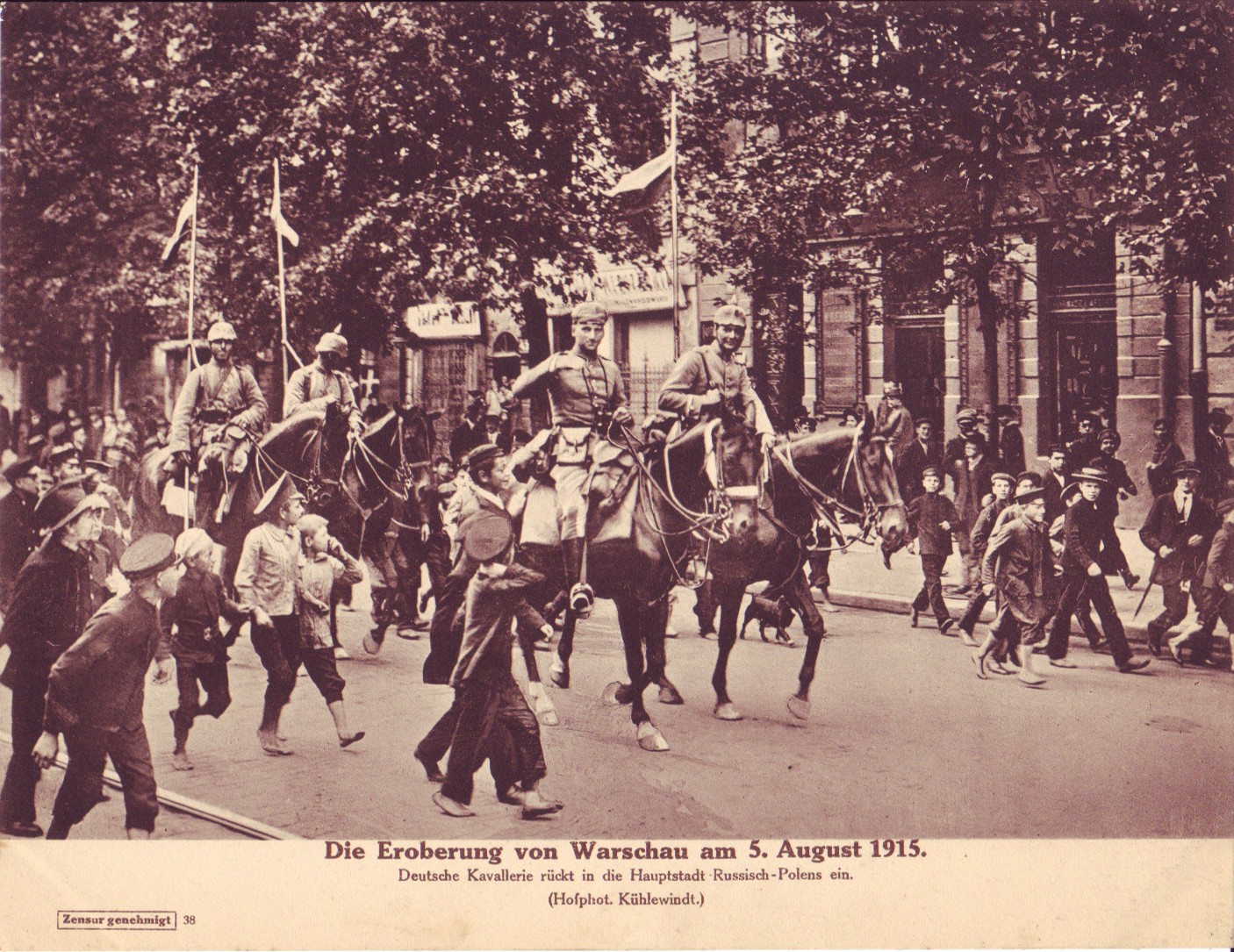
Němečtí vojáci projíždějící ulicemi Varšavy, 5. srpen 1915